# Carnivine
Carnivine is een gras-Pokémon uit de vierde generatie, ook wel de Diamond en Pearl-generatie genoemd. Deze Pokémon heeft als Nationaal nummer 455 en als Sinnoh nummer 131. De verdeling mannelijk/vrouwelijk is 50/50. Deze Pokémon kan niet evolueren.

## Uiterlijke kenmerken
Het is een Pokémon die lijkt op de Venus vliegenvanger. De hoofdkleur is groen. Het lichaam is geel, de bladeren donkergroen en twee van de zes wortels zijn rood. In Shiny-vorm is de hoofdkleur lichter groen en de bladeren zijn dan bruin.

## In het wild
- Diamond/Pearl/Platinum: Safari Game

## Pokédex-omschrijving
- Diamond: Carnivine trekt prooien aan met zijn zoet-ruikend speeksel, waarna hij hem neerslaat. Het duurt een hele dag om zijn prooi te verteren.
- Pearl: Door zichzelf door middel van zijn tentakels aan takken te hangen, lijkt Carnivine net een plant. Hij wacht op een prooi met zijn mond wijdopen.
- Platinum: Carnivine bindt zichzelf aan bomen in vennen. Hij valt zijn prooi aan met zijn zoet-ruikend speeksel en slikt hem door.

## Tekenfilmreeks
Carnivine komt vaak voor in de tekenfilmreeks, dit komt doordat James van Team Rocket een Carnivine in zijn Team heeft.

### James' Carnivine
James' Carnivine was de enige Pokémon die James in de Sinnohregio verkreeg.

#### Geschiedenis
James ving Carnivine origineel in de Great Marsh als kind, zoals wordt vermeld in een flashback in Cream of the Croagunk Crop!. Hij maakte zijn debuut in Two Degrees of Separation. In deze aflevering ging Team Rocket naar het vakantiehuis van James' ouders in Sinnoh en vond James Carnivines Pokébal, maar vertrok snel nadat gehoord te hebben dat Jessiebelle op weg naar daar was. Hij besloot Carnivine mee te nemen. Voor de tijd dat James Carnivine bij hem had, naam hij Cacnea's plaats in als zijn belangrijkste Pokémon in gevechten.
In Jessilina's Sinnoh Contest debuut, werd Carnivine gebruikt in de Uitstraling- en Gevechtsronde. In de Uitstralingsronde gebruikte Carnivine Bullet Seed (Kogelzaad) op een lolly die Jessie omhoog wierp, en verbaasde het publiek door in Jessies hoofd te bijten. In de Gevechtsronden versloeg hij een Rhydon voor Jessie, wat toont dat hij een sterke vechter is, en dankzij dit gaat Jessie door naar de laatste ronde. Hij verloor echter van Zoey's Glameow.
In Another One Gabites the Dust!, gebruikte Jessie Carnivine terug in de Gevechtsronden van het Chocovine Contest, waar hij in de halve finale van Ursula's Gabite verloor.
Carnivine werd ook gebruikt in Dressed for Jess Success! om in de Lilypad Contest Gevechtsronden deel te nemen. Samen met James, die toen als Jessilina verkleed was, versloegen ze Dawn en haar Mamoswine in de halve finale en wonnen uiteindelijk het lintje.
Carnivine werd meermaals door Jessilina gebruikt in het Sinnoh Grand Festival, wat beëindigd werd met hun verlies tegen Dawn.
Toen Team Rocket naar Unova ging was James verplicht Carnivine in het Team Rocket Hoofdkwartier achter te laten, omdat hij te verdacht zou zijn aangezien hij niet inheems is in de Unovaregio.

#### Karakter en persoonlijkheid
Carnivine gaat verder in de grap in de serie dat James' gras Pokémon affectie voor hem vertoont door hem pijn te doen wanneer hij uit zijn Pokébal komt. Deze affectie is waarschijnlijk te wijten aan het feit dat James en Carnivine een zeer dichte band hadden toen James nog een kind was.
Carnivine heeft een diepe relatie met James, net als zijn andere Pokémon. In Saving the World From Ruins! zag Carnivine de doodsangts in James' ogen en leerde zichzelf prompt Vine Whip (Roede) om hem en de anderen te redden.